# 水手1號
水手1号探测器是美国发射的第一个水手系列探测器，该探测器原计划探测金星，但因出现故障而被摧毁。

## 结构
水手系列探测器基于徘徊者探测器发展而来，基座是1.04米直径、0.36米厚的六边形。基座背面是48厘米直径的碟状定位天线，正面为金字塔型的金属框架。两侧为长5.05米，宽0.76米的太阳能电池板。 除此以外还有备用的水银电池为系统供电。动力系统则是一个225牛推力的联氨和4台控制姿态的氮气喷气机。